# Ланфан-плаза (станция метро)
Ланфан-плаза (англ. L'Enfant Plaza) — подземная двухъярусная пересадочная станция Вашингтонгского метрополитена (WMATA) Синей, Оранжевой, Жёлтой, Зелёной и Серебряной линий. Она представлена тремя платформами: 2 боковыми на верхнем уровне, используемом Жёлтой и Зелёной линиями, и 1 островной на нижнем уровне, используемом Синей, Оранжевой и Серебряной линиями. Станция обслуживается Washington Metropolitan Area Transit Authority. Станция расположена в Юго-Западном квадранте Вашингтона с выходами: в торговом центре Ланфан-плаза на пересечении 9-й улицы и Ди-стрит, на Ди-стрит между 6-й и 7-й улицами, на пересечении Мэриленд-авеню и 7-й улицы. Поблизости расположены Ланфан-плаза, Национальная аллея, музеи Смитсоновского университета, Федеральное управление гражданской авиации, Почтовая служба. Пассажиропоток — 6.524 млн. (на 2011 год).
Станция для обслуживания Вашингтонским метрополитеном была открыта 1 июля 1977 года, для Виргинского ж/д экспресса — 22 июня 1992 года.
Открытие станции метро было совмещено с завершением строительства ж/д линии длиной 19,0 км, соединяющей Национальный аэропорт и РФК Стэдиум и открытием ещё 15 станций. Оранжевая линия обслуживает станцию со времени открытия 20 ноября 1978 года, Жёлтая линия — с 30 апреля 1983 года, Зелёная линия — с 11 мая 1991 года, Серебряная линия — с 26 июля 2014 года.

## Станция VRE
Станция Виргинского ж/д экспресса (VRE) была открыта в 1992 году, обслуживаясь с 22 июня линией Манассас и с 20 июля линией Фредериксбург. Она расположена непосредственно возле станции метро на Виргиния-авеню между 6-й и 7-й улицами. Станция представлена 1 боковой платформой.